# Walt Whitman
Walter „Walt“ Whitman [volt vitmen] (31. května 1819 Huntington,  Long Island, New York – 26. března 1892 Camden, New Jersey) byl americký spisovatel a novinář, jeden ze zakladatelů moderní americké poezie a průkopník civilismu. Patří mezi nejvlivnější americké básníky, byl označován za básníka demokracie. Jeho nejznámějším básnickým dílem je sbírka Stébla trávy. Ve své poezii oslavoval demokracii, přírodu, lásku a přátelství. 

## Život

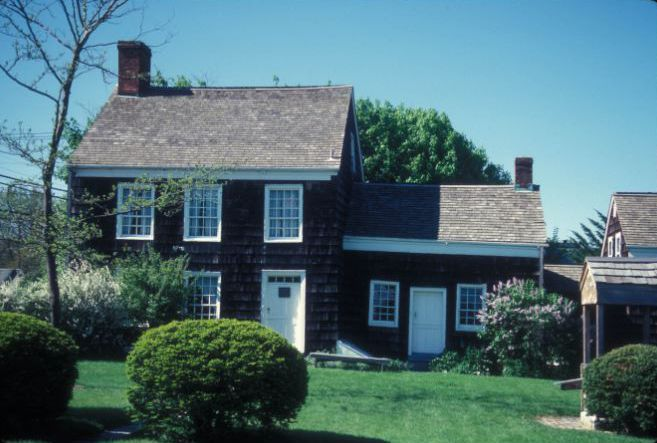
rodný dům Walta Whitmana v Huntingtonu

Narodil se v městečku Huntington  na Long Islandu ve státě New York v chudé quakerské rodině jako druhé z devíti dětí. Ve věku čtyř let se s rodiči přestěhoval do Brooklynu. Kvůli těžké ekonomické situaci rodiny bylo jeho dětství spíše problematické. Aby mohl finančně podpořit svou rodinu, opustil v roce 1830 školu a pracoval jako poslíček v advokátní kanceláři. Byl vášnivým čtenářem a  nedostatečné vzdělání  mu nahrazovaly knihy,  které si půjčoval v místní knihovně. Od roku 1832 pracoval jako tiskařský učeň, později jako sazeč. Rodina se přestěhovala zpátky na venkov, ale Walt zůstal v Brooklynu  a přijal práci  u redaktora předního týdeníku Long-Island Star. Začal navštěvovat divadelní představení a anonymně publikoval některé ze svých nejstarších básní v New York Mirror.  
V letech  1837–1841  se střídavě živil jako  venkovský učitel a vydavatel novin. V roce 1839 se vrátil do Huntingtonu, kde založil vlastní  malé noviny Long Islander. Byl vydavatelem, redaktorem a tiskařem, ale po 10 měsících musel tyto noviny opustit. Tehdy začal zveřejňovat své první básně, povídky. 
Na začátku čtyřicátých let pracoval pro různé noviny, v nichž publikoval své úvodníky a eseje.  Jako novinář se zajímal o různé sféry lidské činnosti, přírodu, často navštěvoval operu a muzea. V této době se také začal zajímat o politiku, stal se příznivcem levého křídla demokratické strany. Roku 1846 se stal redaktorem brooklynského časopisu Daily Eagle, který byl podporovatelem demokratické strany. Whitman zde napsal více než 200 úvodníků a hudebních kritik.  Pro své radikální názory však byl po dvou letech propuštěn a vyloučen ze strany.

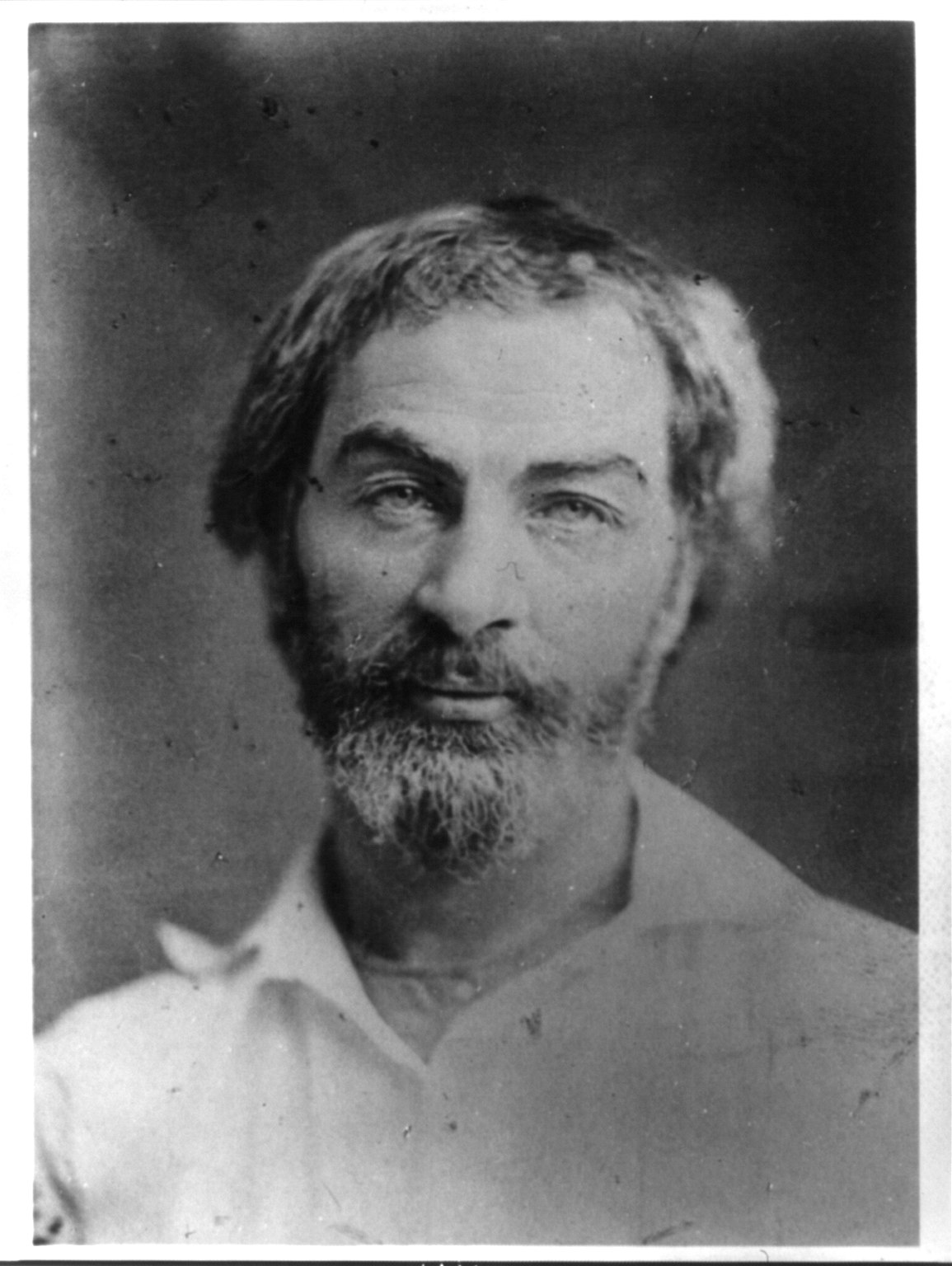
Walt Whitman v roce 1854

V letech 1848–1850 vedl noviny s názvem Freeman, které odpovídaly jeho radikalismu. Bojoval proti otrokářství, byl jedním ze zakládajících členů  Strany svobodné půdy (Free Soil Party). Vyjadřoval se za práva žen a dělníků. Od roku 1850 pracoval na svém básnickém díle, které vyšlo roku 1855 v prvním vydání pod názvem Stébla trávy. Sbírka byla financována z jeho vlastních peněz a vzbudila značný zájem. Některé pasáže však byly označovány za obscénní a nemravné. Whitman pokračoval v úpravách a rozšiřování tohoto díla až do své smrti v roce 1892. V roce 1852 napsal román s názvem Život a dobrodružství Jacka Engleho, který vycházel na pokračování v newyorském The Sunday Dispatch. V roce 1858  publikoval  pod pseudonymem Mose Velsor příručku Mužské zdraví a trénink  zabývající se zdravým životním stylem. Současně pracoval jako novinář v brooklynských Daily Times.
Za americké občanské války (války Severu proti Jihu) pracoval tři roky ve Washingtonu DC jako dobrovolný ošetřovatel pod dojmem zážitků z bitev, které viděl při hledání zraněného bratra.  O této zkušenosti psal v článku Velká armáda nemocných, publikovaném v newyorských novinách v roce 1863 a o 12 let později v knize nazvané Memoranda během války.  Ve Washingtonu začal vztah s Peterem Doylem, osmnáctiletým  kočím vojenských vozů konfederační armády. Předpokládá se, že byl homosexuál či bisexuál.
V lednu 1865 Whitman  získal  díky svému příteli, básníku a novináři  Williamu Douglasovi O'Connorovi místo úředníka v Úřadě pro indiánské záležitosti. Již  po půl roce  byl však  propuštěn z morálních důvodů poté, co jeho nadřízený našel v jeho stole  výtisk Stébel trávy z roku 1860 a byl pohoršen nemravností veršů.  Na  O'Connorovu přímluvu byl Whitman převeden do kanceláře generálního prokurátora, kde vedl rozhovory s vojáky Konfederace při posuzování jejich žádostí o milost. V lednu 1866  O'Connor vydal životopisnou studii  s názvem Velký šedý básník (The Good Grey Poet), v níž  obhajoval Whitmana jako pravého vlastence. Brožura společně s Whitmanovými básněmi na oslavu prezidenta Lincolna, jehož byl velkým obdivovatelem,  značně  zvýšila jeho popularitu. Nové vydání sbírky Stébla trávy vyšlo v letech 1867 a 1871. Značnou popularitu si získal v Anglii, kde byly jeho básně vydány v roce 1868. 

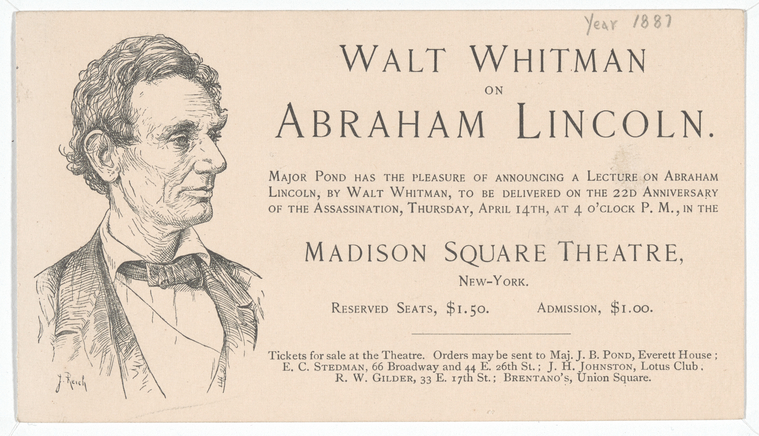
oznámení o Whitmanově přednášce o Lincolnovi (New York, 1887)

Roku 1873 Whitman prodělal mrtvici, která měla za následek zhoršení jeho zdravotního stavu a částečné ochrnutí.  Přestěhoval se do domu svého bratra v Camdenu (New Jersey), kde žil až do roku 1884.  Během pobytu tam byl velmi produktivní, publikoval mimo jiné tři verze Stébel trávy. V roce 1882 vyšly jeho deníky. Přijímal tam návštěvy přátel i obdivovatelů, například  Oscara Wilda nebo Thomase Eakinse.  Absolvoval několik přednášek o Lincolnovi v různých městech.  Od roku 1876 letní měsíce trávil v  komunitě Laurel Springs, kde si jednu z budov  Stafford  Farm přestavěl na letní sídlo. Na procházkách přírodou čerpal inspiraci pro dodatky ke své sbírce Stébla trávy. Chodil k pramenům a jezeru, užíval si bahenní koupele, které pomáhaly jeho nemocným končetinám. V roce 1884 si v Camdenu koupil dům a po druhém záchvatu mrtvice v roce 1888 byl dlouhodobě upoután na lůžko.  V roce 1888 vyšly publikace Próza a poezie a Listopadové větve. V roce 1891 připravil konečné vydání Stébel trávy. Poslední léta života trávil ve společnosti přítele Horace Traubela, který o tom napsal knihu Walt Whitman v Camdenu. 
Walt Whitman zemřel na zápal plic 26. března 1892  ve svém domě v Camdenu v New Jersey ve věku 72 let. Byl pohřben do své hrobky, kterou si nechal postavit v podobě žulového mauzolea na hřbitově Harleigh v Camdenu. Později byly do mauzolea převezeny i ostatky Whitmanových rodičů, dvou jeho bratrů a jejich rodin.
Whitmanovy domy v Camdenu a Laurel Springs připomínají jeho památku a jsou přístupné veřejnosti.

## Literární vlivy a přínos
Whitman tvrdil, že básník vidí nejdál a tudíž jeho „víra je nejpevnější. Jeho myšlenky jsou chvalozpěvem na všechno, co je.“ Přiklonil se k tomu, co by se dalo nazvat kosmickým vědomím. Prohlásil, že tato vnitřní inspirace povede k novému řádu básníků, kteří nahradí náboženství, čímž předpojal tzv. Beat generation. Tento nový básník bude „lidský kněz, neuzná za vhodné obhajovat nesmrtelnost nebo Boha nebo dokonalost věcí nebo znamenitou krásu a skutečnost duše. Povstanou v Americe a najdou odezvu ze všech ostatních koutů Země“.
K zamyšlení je Whitmanovo filozofické prohlášení:
„Takto bys měl konat: Miluj zemi a slunce a zvěř, opovrhuj bohatstvím, dávej almužnu každému, kdo si o ni řekne, zastávej se hlupců a bláznů, věnuj své příjmy a práci druhým, nenáviď tyrany, nepři se o Bohu, k lidem buď trpělivý a shovívavý, neskláněj se před známým ani neznámým nebo před mužem či muži, jednej upřímně se silnými nevzdělanými osobami a matkami od rodin, čti tyto stránky na otevřeném povětří v každém období každého roku, přebírej si vše, co tě učili ve škole nebo kostele, neb co ti řekly knihy, opusť vše, co zraňuje tvou duši a ty sám budeš velkou básní a dosáhneš nejbohatší plynulosti nejen slov, ale i tichých linek rtů a tváře a řas a každičkého pohybu tvého těla.“
Whitman ovlivnil mnoho amerických básníků. William Carlos Williams ho označil za básníka, který „prorazil mrtvolností kopírovaných forem, jež dusily člověka nashromážděnou vahou tyranií minulosti, těch tyranií, které se snažíme umenšit“.

## Dílo
Jeho dílo je radikálně levicové. Mělo značný vliv na vývoj celosvětové literatury.
- Stébla trávy – jeho jediná básnická sbírka (383 básní),[4] kterou doplňoval a přepracovával celý život. Autor zde ukazuje svoji víru v rovnost všech lidí a ras, dále věří v demokracii a humanismus. Používá hovorový jazyk,  metaforu a volný verš, který v jeho době znamenal převrat a uvolnění v básnické tvorbě v celosvětovém měřítku. V Česku ovlivnila tato sbírka básní např. S. K. Neumanna. Zpočátku byla sbírka přijata s nepochopením,  otevřeně psal o smrti a sexualitě, včetně prostituce a homosexuality.  Význam Whitmanova díla uznalo po mnoha sporech až 20. století. V prvním vydání (1855) byla výrazně kratší, obsahovala jen 12 básní bez názvu. [3] Do dalších vydání byly přidávány nové básně.
  - Zpěv o mně – úvodní báseň, oslava demokracie
  - Rány na buben - významná část sbírky, která měla původně vyjít samostatně. Zde popisuje Whitman své zážitky z občanské války.
  - V Dodatku jsou básně o smrti prezidenta Abrahama Lincolna, včetně Whitmanovy patrně nejslavnější básně, elegie O Captain! My Captain!).
- Vyhlídky demokracie (1871)[9]
- Příkladné dny (1882) – výbor drobných próz.
- Demokracie, ženo má!: výbor ze Stébel trávy (1945) - překlad Pavel Eisner